# Isaäk Komnenos van Cyprus

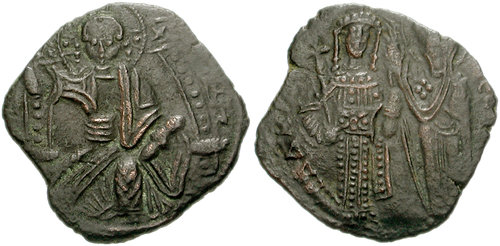
Munt van Isaak Comnenus van Cyprus

Isaak Comnenus van Cyprus (Ca. 1155 - 1195/1196) was de heerser van het eiland Cyprus voor de komst van Richard Leeuwenhart tijdens de Derde Kruistocht.

## Biografie

### Vroege leven
Isaak Comnenus werd geboren in een zijtak van de keizerlijke familie van de Komnenen en was een achterkleinzoon van keizer Johannes II Komnenos. Zijn levensverhaal werd opgetekend door de historicus Niketas Choniates die familie van hem was. Hij huwde op een zeker punt in zijn leven met een Armeense prinses op Cyprus. Hij werd vervolgens door Manuel I Komnenos benoemd tot gouverneur van Isaurië en de huidige stad Mersin. Hij startte echter een oorlog met Cilicisch-Armenië en werd door hen gevangen genomen. Zijn tante Theodora Komnene wist de nieuwe keizer, Andronikos I Komnenos, te overtuigen om het losgeld voor Isaak te betalen.

### Cyprus
Hij werd in 1185 door de Armeniërs vrijgelaten en wist met het geld dat hij had een huurlingenleger te kopen. Met hen zeilde hij naar Cyprus en aldaar presenteerde hij vervalste keizerlijke papieren om zich vervolgens te installeren als heerser over het eiland. Keizer Andronikos I vreesde dat Isaak op termijn de keizerlijke troon ambieerde en dit idee werd versterkt toen hij zich op Cyprus liet kronen tot keizer.
Na een opstand in Constantinopel kwam Isaak II Angelos aan de macht als keizer en hij stelde een vloot samen om Cyprus terug te veroveren. Toen het leger dat aan boord was aan land kwam werd de Byzantijnse vloot door Margaritus van Brindisi in beslag genomen en mee naar Sicilië genomen. Vervolgens begon Isaak aan een schrikbewind op het eiland, maar door een verbond met Willem II van Sicilië en Saladin bleef hij in het zadel.

### Laatste jaren
Toen in 1191 Berengaria van Navarra en Johanna Plantagenet schipbreuk leden op Cyprus werden de twee vrouwen gevangen genomen door Isaak. In reactie hierop werd het eiland veroverd door Richard I van Engeland en werd Isaak Comnenus gevangen genomen. De Engelsen droegen hem over aan de Tempeliers die hem gevangen zouden houden in het kasteel van Margat. Hij kwam vervolgens weer vrij en reisde af naar het Sultanaat van Rûm om steun te vergaren tegen de nieuwe keizer Alexios III Angelos. Hij overleed uiteindelijk in 1195 of 1196 aan vergiftiging.